# 丁一平
丁一平（1951年2月—），湖南湘乡人，原中国人民解放军海军中将。中国共产党第十七届中央委员会候补委员。原北海舰队政委丁秋生之子。
1968年3月入伍，任海军护卫舰支队战士、副班长。后历任海军昆明舰指挥仪军士长、副枪炮长，海军成都舰副枪炮长，海军护卫舰支队司令部作训科参谋，海军长沙舰副舰长、舰长，海军水警区司令部训练科副科长，海军扫雷舰大队参谋长，海军护卫舰大队大队长，海军护卫舰支队副支队长，海军水警区副司令员，海军驱逐舰支队支队长，海军基地参谋长，海军舰艇学院院长等职。1995年1月，任海军北海舰队参谋长，次年7月晋升为海军少将军衔。1997年12月，任海军北海舰队副司令员。2000年12月，接替张定发任济南军区副司令员兼海军北海舰队司令员、军区党委常委、舰队党委副书记。2002年7月，晋升为海军中将军衔。
2003年6月，在海军361潜艇事件中，北海舰队司令员丁一平、政治委员陈先锋遭到行政降职处分，丁一平、陈先锋的军队行政职务分别降了一级，即由大军区副职降为正军职，军衔仍为中将。2006年8月升任海军副司令员，同年12月兼任海军参谋长（2008年12月卸任）。2014年7月到龄退役。